# Rautyé (langue)
Pour les articles homonymes, voir Raute.
Le rautyé est une langue tibéto-birmane parlée au Népal. 

## Répartition géographique
Le rautyé est parlé dans les districts de Dadeldhura et de Surkhet, dans le sud-ouest du Népal. Les Rautyés sont traditionnellement des nomades, même si vivement encouragés par le gouvernement népalais à se sédentariser.

## Classification interne
Le rautyé constitue avec le raji et le rawat les langues raji-rautyé, un groupe de la famille tibéto-birmane. 

## Sources
- (en) Jana Fortier, Kavita Rastogi, 2004, Sister Languages? Comparative Phonology of Two Himalayan Languages, Nepalese Linguistics 21, p. 42-52.